# صموئيل هيل (رجل أعمال)
صموئيل هيل (بالإنجليزية: Samuel Hill)‏ هو شخصية أعمال أمريكي، ولد في 1857 في كارولاينا الشمالية في الولايات المتحدة، وتوفي في 1931.